# Jürgen Alexander von Grone
Jürgen Alexander von Grone (* 14. November 1887 in Schwerin; † 18. Februar 1978 in Stuttgart) war ein deutscher Offizier und Ritter des Ordens Pour le Mérite.

## Leben

### Herkunft
Grone entstammte einem Geschlecht des niedersächsischen Uradels, das zur Ministerialität des Reiches gehört und mit dem Bevo de Grune, regni ministerialis, 1134 urkundlich zuerst genannt wird. Er gehörte der Linie Westerbrak an und war das fünfte Kind des späteren preußischen Generalleutnants Otto von Grone (1841–1907), Propst des Stiftes Steterburg und Fideikommissherr auf Westerbrak, und dessen Ehefrau Anna, geborene von Oheimb (1849–1900).

### Karriere
Grone wählte als für das Fideikommissgut seines Vaters nicht erbberechtigt den Soldatenberuf und trat 1913 als Fahnenjunker in das 1. Kurhessische Feldartillerie-Regiment Nr. 11 der Preußischen Armee in Kassel ein. Dort wurde er mit Patent vom 19. Oktober 1913 zum Leutnant befördert.
Bei Ausbruch des Ersten Weltkriegs zog er als Zugführer bei der 5. Batterie ins Feld. Er rückte mit seinem Regiment in das neutrale Belgien ein und nahm an der Belagerung der Festung Namur teil. Anschließend verlegte er an die Ostfront, kämpfte in der Schlacht an den Masurischen Seen und machte dann den südpolnischen Feldzug mit. Nach dem Rückzug folgte eine neue Offensive bei der 9. Armee in Nordwestpolen sowie die Schlacht um Łódź. Während der Kämpfe an der Rawka wurde Grone am 18. März 1915 verwundet und kam ins Lazarett.
Nach seiner Wiederherstellung führte Grone zunächst einen Ballonabwehrzug und meldete sich im Dezember 1915 zur Fliegertruppe. Er absolvierte eine Ausbildung als Beobachter und Pilot und wurde dann im März 1916 zur Fliegerabteilung 222 versetzt. Hier wurde Grone als Beobachter eingesetzt und zeichnete sich auf 130 Feindflügen besonders durch Artillerieeinschießen und Fotoflüge aus. Am 28. Dezember 1916 wurde er zum Oberleutnant befördert. Grone wurde dann am 18. Juli 1917 zum Führer des Reihenbildzuges der 7. Armee ernannt. Es gelang ihm dabei am 10. September 1917 als ersten Beobachter der 7. Armee die französische Hauptstadt Paris aus einer Höhe von 7000 m zu filmen. Für diese Leistung sowie 50 weitere Feindflüge, die hauptsächlich Fernflüge waren, wurde Grone vom Kommandeur der Flieger der 7. Armee Hugo Sperrle zum Pour le Mérite eingereicht. Durch A.K.O. verlieh Wilhelm II. Grone am 13. Oktober 1918 die höchste preußische Tapferkeitsauszeichnung.
Nach Kriegsende wurde Grone zunächst in die Reichswehr übernommen. Er schied jedoch als Hauptmann am 30. September 1920 in Folge der Heeresreduzierung aufgrund des Vertrages von Versailles aus dem Militärdienst.
Nach seiner Verabschiedung wurde Grone Journalist sowie Redakteur und betätigte sich auch als Autor militärfachlicher Literatur.
Grone erhielt am 27. August 1939, dem sogenannten Tannenbergtag, den Charakter als Major verliehen.
Seine mehrfache Bitte während des Zweiten Weltkriegs wiederverwendet zu werden, wurde ihm abschlägig beschieden, da er Mitglied der anthroposophischen Bewegung war. Grone verstarb unverheiratet in Stuttgart.

## Veröffentlichungen
- Wie es zur Marneschlacht kam. Stuttgart, 1936 (1971)
- Die Marneschlacht. Stuttgart, Neues Tagblatt, 1936